# Parque Nacional do Arquipélago de Suakin
O Parque Nacional do Arquipélago de Suakin é um grande grupo de ilhotas encontradas no Sudão, no Mar Vermelho, que foram propostas para a categoria II da IUCN, parque nacional. Este local cobre uma área de cerca de 1,500 km2 (580 sq mi).